# Мухаммад V (султан Келантана)
Туанку Мухаммад V Султан Келантан (малайск. Tengku Muhammad Faris Petra ibni Sultan lsmail Petra, джави تڠکو محمد فاريس ڤيترا ابن المرحوم تڠکو إسماعيل ڤيترا; (род. 6 октября 1969, Кота-Бару, Келантан, Малайзия) — султан малайзийского султаната Келантан с 13 сентября 2010, и в ноябре 2011 был также избран на пять лет первым заместителем Верховного правителя Малайзии. С 13 декабря 2016 года по 6 января 2019 года занимал пост Верховного правителя Малайзии.

## Биография
Будущий правитель Мухаммад V родился 6 октября 1969 года в Малайзии в султанате (штате) Келантан. По окончании школы учился в Малайзии, Таиланде и Великобритании.
В мае 2009 года с его отцом случился инсульт, и он был провозглашён регентом при больном отце, который стал лечиться в Сингапуре. Своего основного противника брата Фаиза он удалил из регентского Совета. Учитывая, что болезнь отца оказалась очень тяжёлой, в сентябре 2010 года Мухаммад V был провозглашён султаном малайзийского штата Келантан. Является с этого момента генерал-майором малайзийской армии. Через 15 месяцев он также стал первым заместителем Верховного правителя Малайзии.
Через пять лет (14 октября 2016 года) на специальной Конференции правителей Малайзии он был избран на пятилетний срок Верховным правителем Малайзии. Официально вступил в должность 13 декабря 2016 года.
В середине 2018 года после парламентских выборов назначил на пост премьер-министра страны оппозиционера, бывшего премьера Махатхир Мохамада.
В начале января 2019 года последовало добровольное сложение с себя полномочий правителя. При этом он остался по-прежнему султаном своего штата.

## Кризис при вступлении на престол
После провозглашения Мухаммада султаном его брат Фаиз и отец Исмаил Петра (через адвокатов) оспорили это решение в Федеральном суде Малайзии. Суд принял половинчатое решение, однако уже через месяц на очередной Конференции правителей Малайзии Мухаммад V был принят как полноправный султан, и это способствовало назначению султана на пост заместителя Верховного правителя Малайзии. Тем временем Исмаил Петра поправлялся после инсульта. Кризис был полностью исчерпан в сентябре 2019 года, когда Исмаил Петра скончался.

## Личная жизнь
Мухаммад V был женат на Tengku Zubaidah binti Tengku Norudin bin Tengku Muda (урождённая Kangsadal Pipitpakdee), члене королевской семье Паттани с октября 2004 года. Развелись в 2008 году. Детей в браке не было.
С 23 ноября 2018 года был женат на ростовчанке Оксане Андреевне Воеводиной, обладательнице титула «Мисс Москва — 2015». Свадьба прошла в Москве. После обращения в ислам она получила имя Рихана, в мае 2019 года родила сына. В совместной жизни они прожили менее года. В середине июля стало известно, что брак был прекращён 1 июля 2019 года. Оксана Воеводина официально подтвердила развод.

## Награды
- Орден Короны Королевства (2011)
- Орден Независимости (2017)
- Кавалер большого креста ордена Почётного легиона (2017)
- Почётный член колледжа Св. Кросса, Оксфордский университет (2018)